# Agrupació Escolar (Cassà de la Selva)
L'Agrupació Escolar és una obra del municipi de Cassà de la Selva (Gironès) inclosa en l'Inventari del Patrimoni Arquitectònic de Catalunya.

## Descripció
Es tracta d'un edifici escolar aïllat, estructurat en cinc seccions. Es respon en part a les idees i postulats dels congressos de pedagogia de l'època. El projecte utilitza elements formals exteriors racionalistes: finestres, emfatització de les línies horitzontals.

## Història
Les primeres notícies d'ensenyament primari les trobem relacionades amb l'església parroquial. Així el 1702 existia un senyor mestre de minyons, amb certes atribucions litúrgiques, que es perllongarien fins a l'any 1870. A partir de 1841 les ensenyances les donava el senyor Mestre auxiliat per un ajudant. L'ensenyament de nenes comença més tard, l'any 1857. Els nens tenien les escoles a la casa de la vila, mentre les nenes no tindrien local fins al 1885. L'any 1927 es realitzarà la construcció del primer grup escolar a Cassà. El projecte inicial fou obra de Fèlix d'Azúa i de Pastors. Durant la república es creu interessant la construcció d'un nou grup escolar més gran. El projecte fou aprovat el 23 d'octubre de 1935. L'edifici es començà a construir el 1936 i les obres no s'acabaren fins a l'any 1939 en què començà a funcionar l'escola.